# Torneo de Núremberg 2014
El Nürnberger Versicherungscup 2014 fue un torneo profesional de tenis que se jugó en canchas de arcilla. Se trata de la primera edición del torneo que formó parte de los torneos WTA 2014. Se llevó a cabo en Núremberg, Alemania entre el 19 y el 24 de mayo de 2014.

## Cabeza de serie

### Individual
| Tenista           | Ranking | Preclasificada |
| Angelique Kerber  | 9       | 1              |
| Eugenie Bouchard  | 20      | 2              |
| Klára Koukalová   | 30      | 3              |
| Elina Svitolina   | 38      | 4              |
| Yvonne Meusburger | 40      | 5              |
| Kurumi Nara       | 45      | 6              |
| Caroline Garcia   | 46      | 2              |
| Annika Beck       | 48      | 5              |

### Dobles
| Tenista                                | Ranking | Preclasificada |
| Liezel Huber Lisa Raymond              | 69      | 1              |
| Marina Erakovic Arantxa Parra Santonja | 82      | 2              |
| Shuko Aoyama Sandra Klemenschits       | 96      | 3              |
| Oksana Kalashnikova Katarzyna Piter    | 115     | 4              |

## Campeonas

### Individuales
Eugénie Bouchard venció a  Karolína Plíšková por 6-2, 4-6, 6-3 

### Dobles
Michaëlla Krajicek /  Karolína Plíšková vencieron a  Raluca Olaru /  Shahar Peer por 6-0, 4-6, [10-6] 